# Ritme van een Russische dans
Ritme van een Russische dans (Duits Rhythmus eines russischen Tanzes, Engels Rhythm of a Russian Dance, Frans Rythme d’une danse russe) is een schilderij van de schilder en De Stijl-voorman, Theo van Doesburg in het Museum of Modern Art in New York.

## Voorstudies
Aan het werk gingen een 7-tal schetsen en voorbereidende studies vooraf: van natuurgetrouw tot vrijwel geheel abstract. Van Doesburg noemde deze stadia van natuur naar abstractie ‘beeldingsmomenten’ en het proces als geheel ‘ombeelding’.
|                                                                        |  |  |  |
|                                                                        |  |  |  |
| Voorstudies. Verschillende afmetingen. New York, Museum of Modern Art. |  |  |  |

## Ontstaan
Op 22 juni 1918 schreef Van Doesburg aan zijn vriend Antony Kok: 'Heb nu een monumentale Dans onderhanden: Danse Russe', waardoor het aan te nemen is dat het schilderij in juni 1918 geschilderd is. Het werk is gebaseerd op een zevental schetsen van een dansende Kozak (zie afbeeldingen hierboven). Toch is de eventuele voorstelling van dit werk van ondergeschikt belang. Het is op de eerste plaats een compositie van horizontale en verticale lijnen in primaire kleuren (rood, blauw en geel) en zwart op een wit en grijs vlak. Van Doesburg vond dat de schilderkunst van elke vorm van verhaal of anekdotische voorstelling gezuiverd moest worden. De manier waarop Van Doesburg deze lijnen op doek zette is direct ontleend aan werk van Bart van der Leck, bijvoorbeeld zijn Compositie 1916 no. 4, met als belangrijkste verschil dat Van Doesburg in Ritme van een Russische dans geen diagonale lijnen gebruikt. Het schilderij komt voor op 'lijst 1' als Compositie XVI ... 1918 (open wit. Russische dans).

## Herkomst
Het werk kwam tot stand toen Van Doesburg in Leiden woonde. Later nam hij het mee, eerst naar Parijs en later naar zijn atelierwoning in Meudon. Toen Van Doesburg in 1931 overleed, kwam het in het bezit van zijn weduwe Nelly van Doesburg, die in Meudon bleef wonen. Nelly stelde het in 1946 tentoon in de Art of this Century Gallery in New York. Deze galerie was eigendom van Peggy Guggenheim, met wier hulp ze het in hetzelfde jaar nog verkocht aan het Museum of Modern Art in New York.

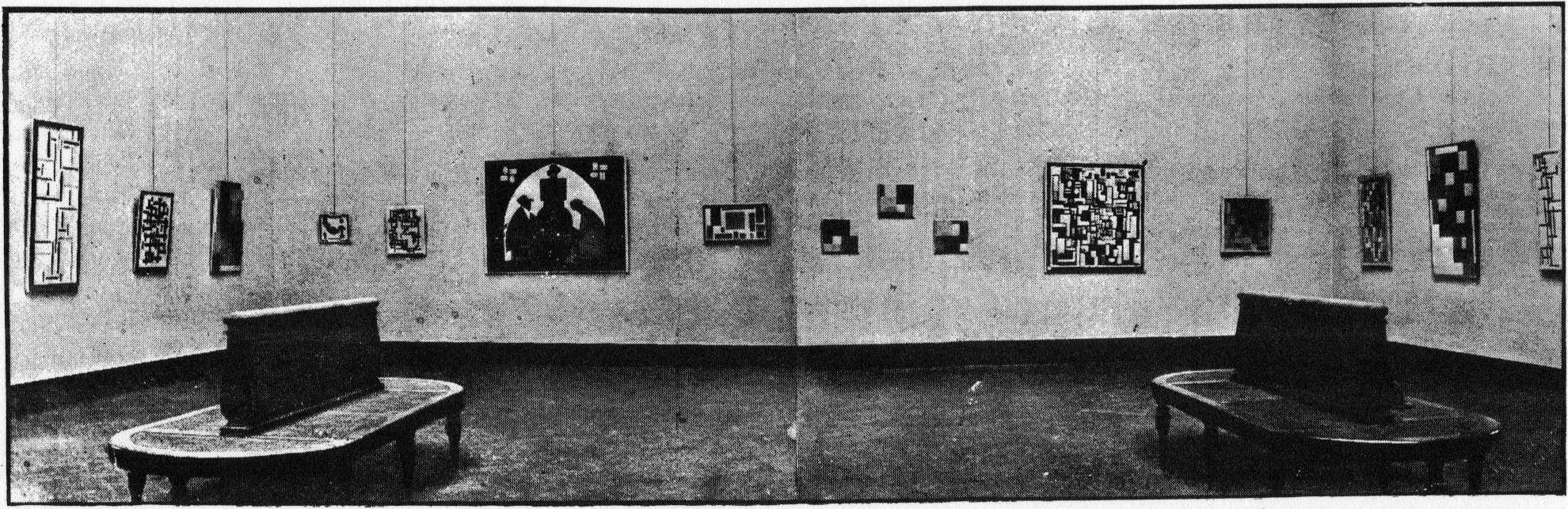
Ontwikkelingstentoonstelling van Theo van Doesburg in het Landesmuseum in Weimar. 1923. Afkomstig uit De Stijl, 6e jaargang, nummer 6/7 (1924).